# بنیتو اورتگا
بنیتو اورتگا (انگلیسی: Benito Urteaga؛  1946 – ۱۹ ژوئیهٔ ۱۹۷۶) مارکسیست انقلابی و چریکی اهل آرژانتین بود. او در سال 1946 به دنیا آمد و در 19 ژوئیه 1976 کشته شد. او پس از ماریو روبرتو سانتوچو، دومین شخص مهم ارتش انقلابی مردم آرژانتین (ERP) بود. او همراه با ماریو روبرتو سانتوچو توسط نیروهای نظامی در بوئنوس آیرس در سال 1976 کشته شد.